# ヤニック・ヴィルスフート
ヤニック・ヴィルスフート（Yanic Wildschut オランダ語発音: [ˈjaːnɪk ˈʋɪltsxɵt]、1991年11月1日 - ）は、オランダ・アムステルダム出身、スリナム代表のサッカー選手。CSKAソフィア所属。ポジションはミッドフィールダー（ウイング）。

## 経歴

### クラブ
2010-11シーズンにエールステ・ディヴィジ (2部) のFCズヴォレでデビューし、シーズン末の入れ替え戦で対戦したVVVフェンローへ移籍した (VVVは一部残留) 。2011-12シーズンは下位に低迷するチームの中で特にチームが上昇の兆しを見せた後半戦に頭角を現し活躍し注目を集めた。
2014年9月1日、チャンピオンシップのミドルズブラFCに移籍。
2015年10月2日、ウィガン・アスレティックFCへ3ヶ月間の期限付き移籍。翌年の1月9日には、ウィガンに完全移籍した。
2019年7月5日、マッカビ・ハイファへ移籍
2021年6月26日、CSKAソフィアへ移籍。

### 代表
2022年3月27日、タイ代表との親善試合でスリナム代表として初出場。

## タイトル
ウィガン・アスレティック
- EFLリーグ1: 2015-16

カーディフ・シティ
- EFLチャンピオンシップ 準優勝: 2017-18[7]

マッカビ・ハイファ
- イスラエル・プレミアリーグ: 2020-21

個人
- PFA年間ベストイレブン: 2015-16 リーグ1[8]